# Jak to oni ważną wieść przynieśli z Gandawy do Akwizgranu
Jak to oni ważną wieść przynieśli z Gandawy do Akwizgranu (ang. How They Brought the Good News from Ghent to Aix) – wiersz angielskiego poety Roberta Browninga z 1845 roku.

## Charakterystyka ogólna

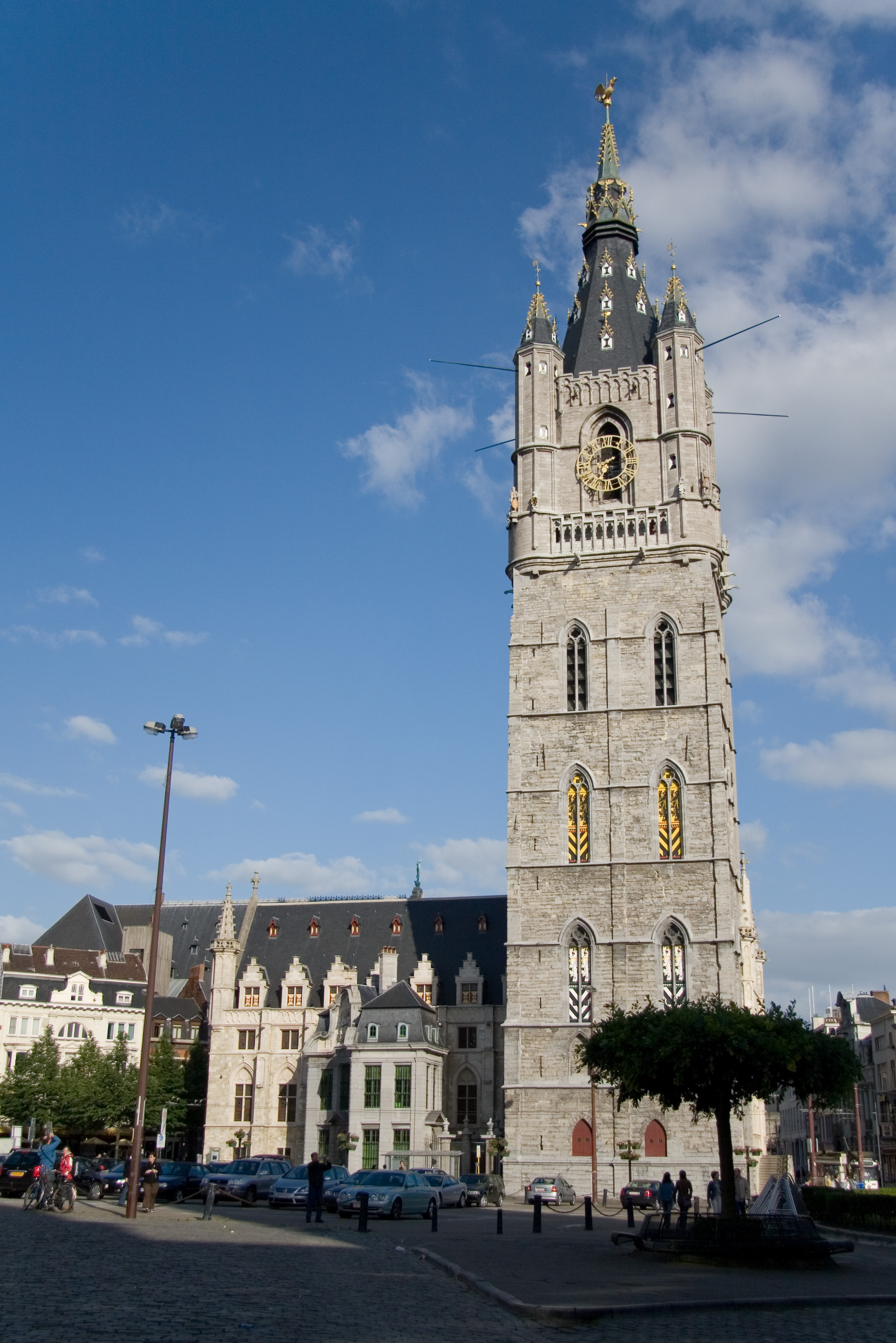
Dzwonnica w Gandawie

Utwór składa się z dziesięciu strof sześciowersowych i opowiada o podróży, w jaką z Gandawy trzej kurierzy wyruszyli do Akwizgranu, by zanieść wiadomość, która to ostatnie miasto miała uchronić od grożącej mu zagłady.

## Forma
Utwór został napisany przy użyciu sestetu rymowanego stycznie (aabbcc) wierszem anapestycznym czterostopowym. 
 I sprang to the stirrup, and Joris, and he; 

  I gallop’d, Dirck gallop’d, we gallop’d all three; 

 “Good speed !” cried the watch, as the gate-bolts undrew; 

 “Speed!” echoed the wall to us galloping through; 

 Behind shut the postern, the lights sank to rest, 

 And into the midnight we gallop’d abreast.
Pierwsza zwrotka - jak zaznacza tłumacz wiersza Browninga - jest nietypowa z tego względu, że wszystkie tworzące ją linijki są pozbawione pierwszej nieakcentowanej zgłoski ()sSssSssSssS, czyli są akefaliczne.

## Treść
Wiersz jest monologiem jednego z trzech wysłanych kurierów, jedynego, który dotarł do celu, jadącego na wierzchowcu noszącym imię Roland. Dwaj pozostali posłańcy, Dirck i Joris nie zdołali dojechać do Akwizgranu, ponieważ ich konie padły po drodze. Marszruta tej porywającej galopady jest wytyczona bardzo dokładnie. W tekście pojawiają się nazwy miejscowości, które można odnaleźć na mapie: Lokeren, Boom, Düffeld, czy Mecheln. Zasługą Browninga jest to, że skupił się na odmalowaniu szaleńczej gonitwy i nie podał, co konkretnie zagrażało Akwizgranowi.

## Interpretacja

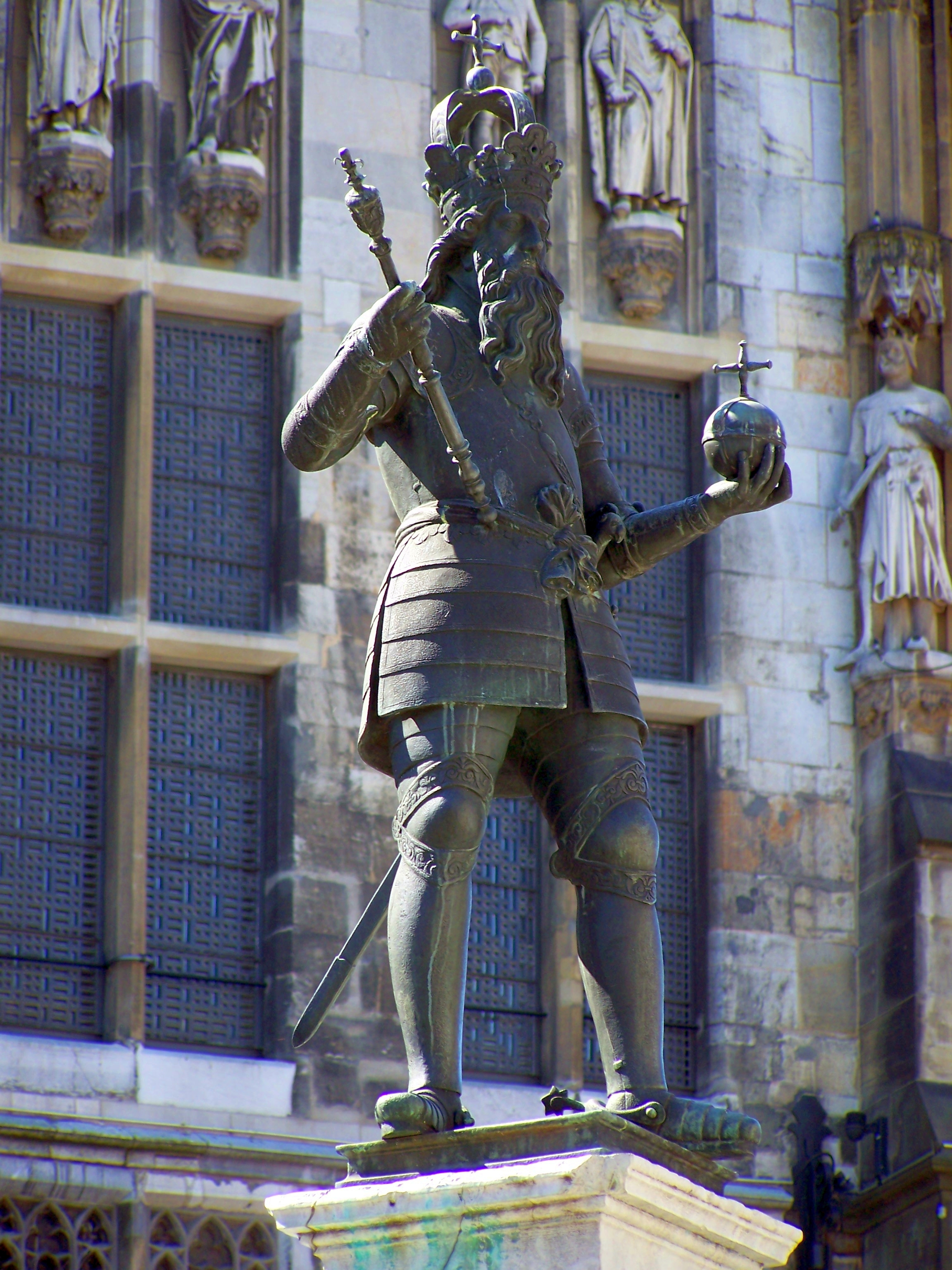
Pomnik Karola Wielkiego w Akwizgranie

Wiersz Browninga można odczytać jako pochwałę idei Europy, ponieważ Akwizgran, miasto cesarza Karola Wielkiego jest w nim ukazane jako wartość, dla której ocalenia trzeba się poświęcić. Dlatego utwór jest nadal aktualny.

## Nawiązanie

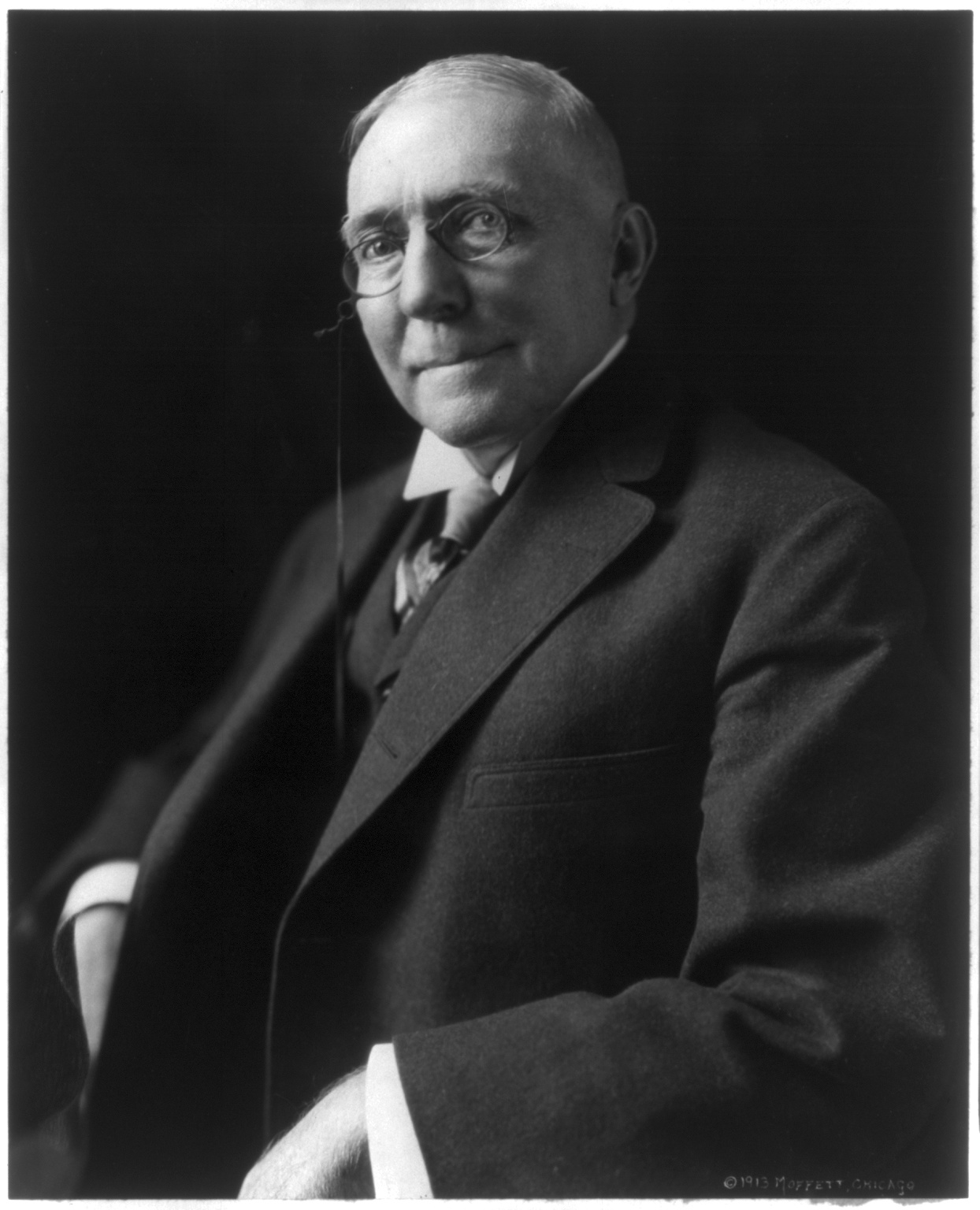
James Whitcomb Riley w 1913

Pastisz wiersza Browninga, zatytułowany Another Ride From Ghent To Aix napisał amerykański poeta James Whitcomb Riley. Oto jego pierwsza zwrotka.
 We sprang for the side-holts--my gripsack and I--

 It dangled--I dangled--we both dangled by.

 "Good speed!" cried mine host, as we landed at last--

 "Speed?" chuckled the watch we went lumbering past;

 Behind shut the switch, and out through the rear door

 I glared while we waited a half hour more.

## Nagranie
Jednym z najważniejszych wynalazków XIX wieku był zbudowany przez Thomasa Alvę Edisona fonograf, czyli pierwsze urządzenie do nagrywania dźwięku. Robert Browning, poproszony o wygłoszenie swojego wiersza, wyrecytował kilka strof How They Brought the Good News from Ghent to Aix. Nagranie miało miejsce w kwietniu 1889, na krótko przed śmiercią poety. Browning stał się jednym z pierwszych poetów, których głos utrwalono dla potomności.

## Przekłady

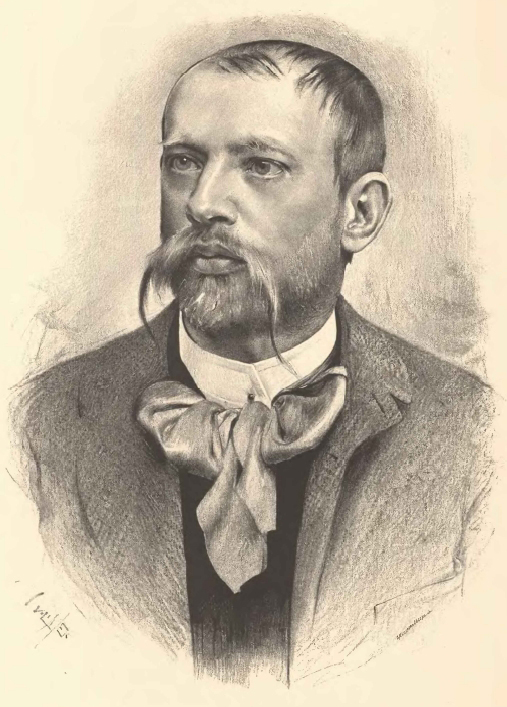
Jan Vilímek, Portret Jaroslava Vrchlickiego

Wiersz Browninga przekładali na język polski Juliusz Żuławski i Wiktor Jarosław Darasz. Na czeski przetłumaczył go Jaroslav Vrchlický. 
 Já skočil jsem v střemen a Joris a on, 

 já cválal, Dírek cválal, my cválali v hon, 

 „Zdar s vámi!" křikla stráž, my venku juž z bran, 

 „As vámi!" houk oblas v cval z valu všech stran;

 a zapadla fortna, všech světel zhas třpyt,

 a půlnocí hlubokou začli jsme hřmít. 